# Widmanstätten-Gefüge
Das Widmannstätten-Gefüge (benannt nach Alois Widmannstätten (1754–1849), auch Überhitzungsgefüge genannt) ist für ungeglühten Stahlguss charakteristisch. Es handelt sich um ein sprödes ferritisch-perlitisches Gefüge.
Es ist zu unterscheiden von der in Nickel-Eisen-Meteoriten durch Ätzen sichtbar gemachten Widmanstätten-Struktur.

## Entstehung
Das Widmannstätten-Gefüge tritt auf, wenn die Austenitkristalle zu groß sind oder von zu hohen Temperaturen zu schnell abgekühlt werden. Dabei verläuft die γ→α-Umwandlung von Austenit zu Ferrit anormal.
Es entsteht auf Grund von Entmischungserscheinungen bei beschleunigter Abkühlung aus einem gröbkörnigen Austenitgefüge, wenn die Temperatur unter Ac3 (siehe Eisen-Kohlenstoff-Diagramm) gesunken ist. In den verhältnismäßig großen Austenitkörnern bildet sich voreutektoider Ferrit mit nadeliger bzw. plattenförmiger Struktur, der in einer perlitischen Matrix eingebettet ist. Bei einem feinkörnigeren Austenit würde sich der Ferrit an den Korngrenzen bilden; beim Widmannstätten-Gefüge entsteht der Ferrit nicht auf den Korngrenzen, sondern im Inneren der Austenitkörner als Ferritplatten auf den kristallographisch bevorzugten Gitterebenen.
Ein Widmannstättensches Gefüge entsteht nur bei Stählen mit einem Kohlenstoffgehalt von etwa <0,3 %.

## Bedeutung
Stahl mit einem groben Gefüge lässt sich aufgrund seiner geringeren Zähigkeit gut spanend bearbeiten und die Standzeiten der Werkzeuge steigen. Zu diesem Zweck wird gelegentlich bewusst ein Widmannstätten-Gefüge erzeugt. Da dies jedoch zu unerwünschten Gebrauchseigenschaften führen würde, werden durch anschließendes Normalglühen das Widmannstätten-Gefüge beseitigt und Streckgrenze, Dehnung und Festigkeit wieder erhöht.